# Amozoc
Amozoc de Mota is een stad in de Mexicaanse deelstaat Puebla. Amozoc heeft 60.517 inwoners (2005) en is de hoofdplaats van de gemeente Amozoc.